# GSC1875-1748
GSC1875-1748 — хімічно пекулярна зоря спектрального класу B8, що має видиму зоряну величину в смузі V приблизно 10,6.

## Пекулярний хімічний вміст
Зоряна атмосфера GSC1875-1748 має підвищений вміст 
Si
.